# Pułk KOP „Głębokie”
Pułk KOP „Głębokie” – oddział piechoty Korpusu Ochrony Pogranicza.

## Formowanie i zmiany organizacyjne
Jesienią 1927 w składzie 3 Brygady Ochrony Pogranicza została utworzona 3 Półbrygada Ochrony Pogranicza. Dowódcy półbrygady podporządkowane zostały dwa bataliony graniczne i dwa szwadrony kawalerii. Dowództwo półbrygady rozmieszczono w Podświlu. 15 stycznia 1928 przeniesiono dowództwo brygady z Podświla do Głębokiego. Stacjonowało w Berezweczu, w budynkach byłego klasztoru Bazylianów.
Latem 1929 3 Półbrygada Ochrony Pogranicza przemianowana została na pułk KOP „Głębokie”, który podporządkowany został dowódcy Brygady KOP „Wilno”. Skład pułku, w stosunku do półbrygady, pozostał niezmieniony. Oddziałem administracyjno-gospodarczym dla pułku był 7 batalion KOP „Podświle” . Wszystkie pododdziały wchodzące w skład pułku, obok dotychczasowych numerów, otrzymały nazwy miejscowości, w których stacjonowały. Dwa lata później numeracja batalionów i szwadronów została zniesiona.
Z dniem 1 marca 1934, w wyniku podziału jednej kompanii szkolnej karabinów maszynowych w Centralnej Szkole Podoficerskiej, przy dowództwie pułku sformowano szkolną kompanię karabinów maszynowych. Kompania składała się z dowódcy kompanii, drużyny gospodarczej, dwóch plutonów przy ilości 70 uczniów. Stanowiła pododdział administracyjny. Była samodzielną jednostką organizacyjna i szkoleniową. Jako odwód podlegała bezpośrednio dowódcy pułku. Pod względem gospodarczym podlegała dowódcy batalionu KOP „Podświle”. Stacjonowała w Berezweczu.
Rozkazem dowódcy KOP z 23 lutego 1937 została zapoczątkowana pierwsza faza reorganizacji Korpusu Ochrony Pogranicza „R.3”. Jej wynikiem było między innymi przeorganizowanie pułku KOP „Głębokie” poprzez wcielenie w jego skład organizacyjny batalionu KOP „Słobódka” i nowo utworzonego batalionu KOP „Berezwecz” oraz reorganizacje dowództwa pułku. Po rozformowaniu Brygady KOP „Wilno”, pułk podporządkowany został bezpośrednio dowódcy Korpusu Ochrony Pogranicza. W skład pułku włączony został szwadron kawalerii KOP „Druja”. Pułkowi podporządkowano stację gołębi pocztowych KOP „Postawy”. Latem 1938 dowódcy pułku podporządkowana została Dziśnieńska Półbrygada Obrony Narodowej.

## Działania pułku w 1939

### Mobilizacja
W trzeciej dekadzie marca 1939 przeprowadzona została mobilizacja batalionu odwodowego „Berezwecz” oraz trzech szwadronów kawalerii. 26 sierpnia, po zakończeniu mobilizacji, szwadrony kawalerii przetransportowane zostały na stację kolejową Rusiec, na północny wschód od Wielunia, gdzie weszły w skład Zgrupowania Kawalerii KOP „Feliks”. Batalion „Berezwecz” przetransportowany został w rejon Żywca, gdzie wszedł w skład 2 pułku piechoty KOP. W kwietniu zmobilizowany został, a następnie przetransportowany w rejon Augustowa, batalion KOP „Słobódka”.
24 sierpnia 1939, w mobilizacji alarmowej, oddział sformował 3 pułk piechoty KOP. Nowo sformowany pułk podporządkowany został dowódcy SGO „Narew”. Następnie odtworzone zostały bataliony „Łużki” i „Podświle”. Nie zdołano odtworzyć batalionu KOP „Słobódka”.
Po odtworzeniu batalionów, pułk ochraniał granicę z ZSRR, począwszy od styku z granicą łotewską, o długości 164,450 km.

### Walki pułku w kampanii wrześniowej
Od 17 września 1939, po agresji ZSRR na Polskę, pułk w uszczuplonym składzie dwóch batalionów, prowadził działania opóźniające.
Walki o strażnice
17 września około 4:00, na rozwinięty wzdłuż granicy pułk KOP „Głębokie” mający w II linii podporządkowaną Dziśnieńską Półbrygadę ON, uderzyła Grupa Połocka komdiwa Aleksiejewa wraz z podporządkowanymi jej oddziałami Wojsk Pogranicznych NKWD.
Na jego lewym skrzydle baon KOP „Łużki” mjr. Franciszka Benrota przyjął na siebie uderzenie pododdziałów 12 oddziału ochrony pogranicza NKWD płk. Busarowa, wspieranych przez pociąg pancerny oraz dywersantów. Wszystkie strażnice zostały zaatakowane z powodzeniem przez zaskoczenie. Nieliczne z nich, przez krótki czas, broniły się i zadały straty atakującym. Na rozkaz dowódcy pułku „Głębokie” resztki 1. i 2 kompanii granicznej, odwód i dowództwo batalionu „Łużki” we wczesnych godzinach południowych 17 września opuściły Łużki i maszerowały w kierunku Wilna. Podobnie rzecz się miała na kierunku batalionu „Podświle”. W trakcie obrony strażnic pułk KOP „Głębokie” poniósł ciężkie straty. Baon KOP „Łużki” utracił 3 kompanię. Zginęli w niej wszyscy dowódcy strażnic. 1 i 2 kompania straciły około połowy żołnierzy. Mniejsze straty miał baon KOP „Podświle”.
Po utracie linii strażnic, dowódca pułku KOP „Głębokie” nie dysponując odwodami, zdecydował wycofać pułk do Wilna. 17 września o 10:20 sztab pułku, grupy żołnierzy z rozbitych pododdziałów, grupa członków Związku Strzeleckiego i Przysposobienia Wojskowego oraz policja opuściły Berezwecz i skierowały się do Wilna. Około 10:00 3 batalion czołgów mjr. Rieszczina z 25 BPanc zajął Łużki. Do niewoli dostał się jeden oficer i 16 szeregowych. Ten sam batalion w godzinach popołudniowych zajął bez walki Głębokie.
W walkach odwrotowych z Armią Czerwoną:

Bataliony pułku KOP „Głębokie” po utracie strażnic rozpoczęły odwrót w kierunku Głębokiego. Dowództwo pułku jeszcze przed południem opuściło Berezwecz i wycofywało się po osi Mosarz-Widze.
Około 19:00 dowództwo pułku i baon KOP „Podświle” połączyły się w Mosarzu z resztkami baonu KOP „Łużki”. W nocy po napotkaniu czołgów wroga, od baonu KOP „Podświle” odłączyli: kwatermistrz – kpt. Mikołaj Właszczyk, adiutant – ppor. rez. Nawrocki, płatnik – por. st. sp. Józef Beltowski i dowódca kompanii ckm – por. rez. Leon Kuliga. Oficerowie ci 18 września dostali się do sowieckiej niewoli. Po koncentracji w Mosarzu, 18 września pułk kontynuował marsz w kierunku granicy z Łotwą.
Batalion „Podświle” na przedpolach Głębokiego stoczył potyczkę z pododdziałami 5 Dywizji Strzeleckiej płk. Kuźmy Galickiego. W wyniku walk batalion uległ rozproszeniu. Trzydziestu żołnierzy polskich dostało się do niewoli.
19 września pozostałości pułku dotarły do granicy. Rano, 20 września przekroczyły granicę z Łotwą w miejscowości Turmont  i zostały internowane.

## Struktura organizacyjna pułku
Struktura jesienią 1927:
- 5 batalion graniczny w Łużkach
- 7 batalion graniczny w Podświlu
- 6 szwadron kawalerii w Łużkach
- 7 szwadron kawalerii w Podświlu

Struktura w 1929:

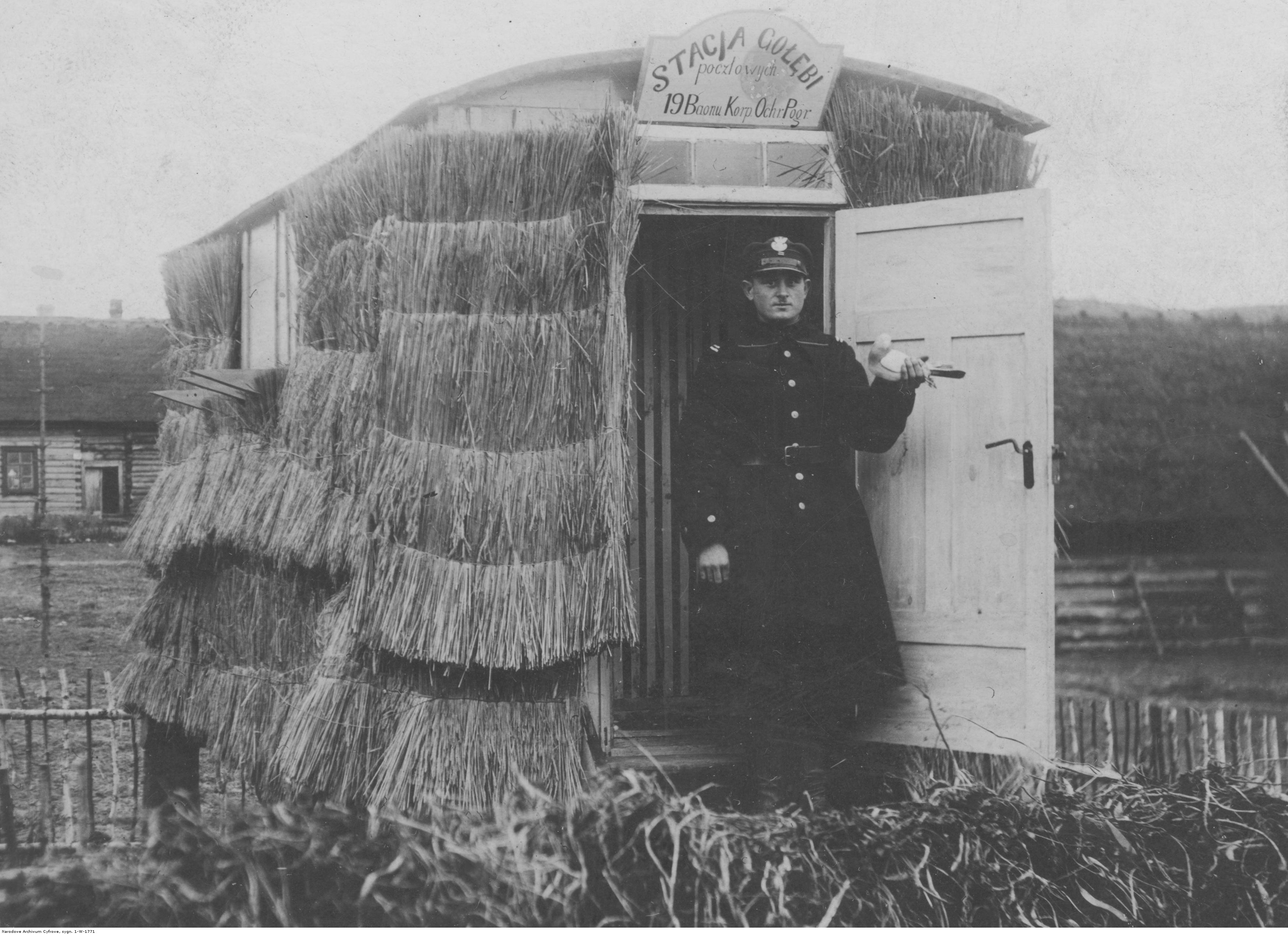
stacja gołębi pocztowych KOP „Postawy”

- Dowództwo pułku KOP „Głębokie”[22]
- batalion KOP „Łużki”
- batalion KOP „Podświle”
- szwadron kawalerii KOP „Łużki”
- szwadron kawalerii KOP „Podświle”

Struktura w 1937:
- dowództwo pułku KOP „Głębokie”
- batalion KOP „Łużki”
- batalion KOP „Podświle”
- batalion KOP „Słobódka”
- batalion odwodowy „Berezwecz”
- szwadron kawalerii KOP „Druja”
- szwadron kawalerii KOP „Łużki”
- szwadron kawalerii KOP „Podświle”
- stacja gołębi pocztowych KOP „Postawy”
- posterunek meteorologiczny
- Dziśnieńska Półbrygada Obrony Narodowej

## Żołnierze pułku
Dowódcy pułku:
- ppłk dypl. Władysław Zubosz-Kaliński (1927 – IX 1931[23] → dowódca 48 pp)
- ppłk / płk dypl. Zygmunt Bohusz-Szyszko (X 1931 – I 1934) → zastępca dowódcy KOP
- ppłk / płk dypl. Lucjan Janiszewski (I 1934 – 23 XI 1938[24]) → dowódca Obszaru Warownego „Wilno”
- płk Zdzisław Zajączkowski (13 II 1939[23] – VIII 1939)
- ppłk Jan Światkowski (VIII – IX 1939[10])

Zastępca dowódcy pułku:
- ppłk Jan Światkowski (XII 1937 – VIII 1939 → dowódca pułku[25] )

Obsada personalna pułku w czerwcu 1939:
- dowódca pułku – płk piech. Zdzisław Aleksander Zajączkowski
- zastępca dowódcy pułku – ppłk piech. Jan Świątkowski
- I adiutant – kpt. piech. Stefan IV Kozłowski[d].
- dowódca łączności – kpt. łącz. Zygmunt August Tomaszewski[e].
- komendant powiatowy Przysposobienia Wojskowego „Brasław” – kpt. adm. Eugeniusz Tokarski[f].
- komendant powiatowy Przysposobienia Wojskowego „Dzisna” – kpt. adm. Andrzej Krzaczkowski[g].
- dowódca szwadronu KOP „Łużki” – rtm. Heliodor Romaszkiewicz[h].
- dowódca szwadronu KOP „Podświle” – rtm. Zdzisław Antoni Baranowski[i].
- dowódca szwadronu KOP „Druja” – rtm. Gwidon Salomon[j].